# Caroline Agnou
Caroline Agnou (* 26. Mai 1996 in Olten) ist eine Schweizer Siebenkämpferin.

## Karriere
2015 siegte sie bei den Leichtathletik-Junioreneuropameisterschaften in Eskilstuna mit einer persönlichen Bestleistung von 6123 Punkten. Damit qualifizierte sie sich für die Leichtathletik-Weltmeisterschaften in Peking, wo sie mit 5866 Punkten den 22. Platz belegte. 2017 gewann sie bei den U23-Europameisterschaften im polnischen Bydgoszcz die Goldmedaille mit neuem Schweizer Rekord (dieser Rekord wurde eine Woche später von Géraldine Ruckstuhl verbessert) von 6330 Punkten. Mit dieser Leistung qualifizierte sie sich auch für die Weltmeisterschaften in London im August. 2019 gewann Agnou bei der Sommer-Universiade in Neapel mit 5844 Punkten die Bronzemedaille hinter der Finnin Miia Sillman und Marthe Koala aus Burkina Faso.
Ihre Mutter ist Deutsche, ihr Vater stammt aus Benin.